# 天沢璃人
天沢 璃人（あまさわ りと、2000年7月19日 - ）は日本のアイドル。アイドルグループミームトーキョー（RITO名義）、でんぱ組.incのメンバー。宮崎県出身。

## 略歴
2019年
- 4月16日 - 秋葉原ディアステージでディアボーイ(男装)として働き始める[2]。
- 7月31日 - 「DEARSTAGE新人ユニットお披露目LIVE」にて、でんぱ組.incジュニアユニット「meme tokyo.（現ミームトーキョー）」にRITOとして加入[3]。

2021年
- 1月27日 - YouTubeチャンネル「ritorunaitomea」を開設[4]。
- 2月16日 - でんぱ組.inc成瀬瑛美卒業公演「ウルトラ☆マキシマム☆ポジティブ☆ストーリー!! ～バビュッといくよ未来にね☆～」にてでんぱ組.incに加入[5]。